# Podbijanie torowiska

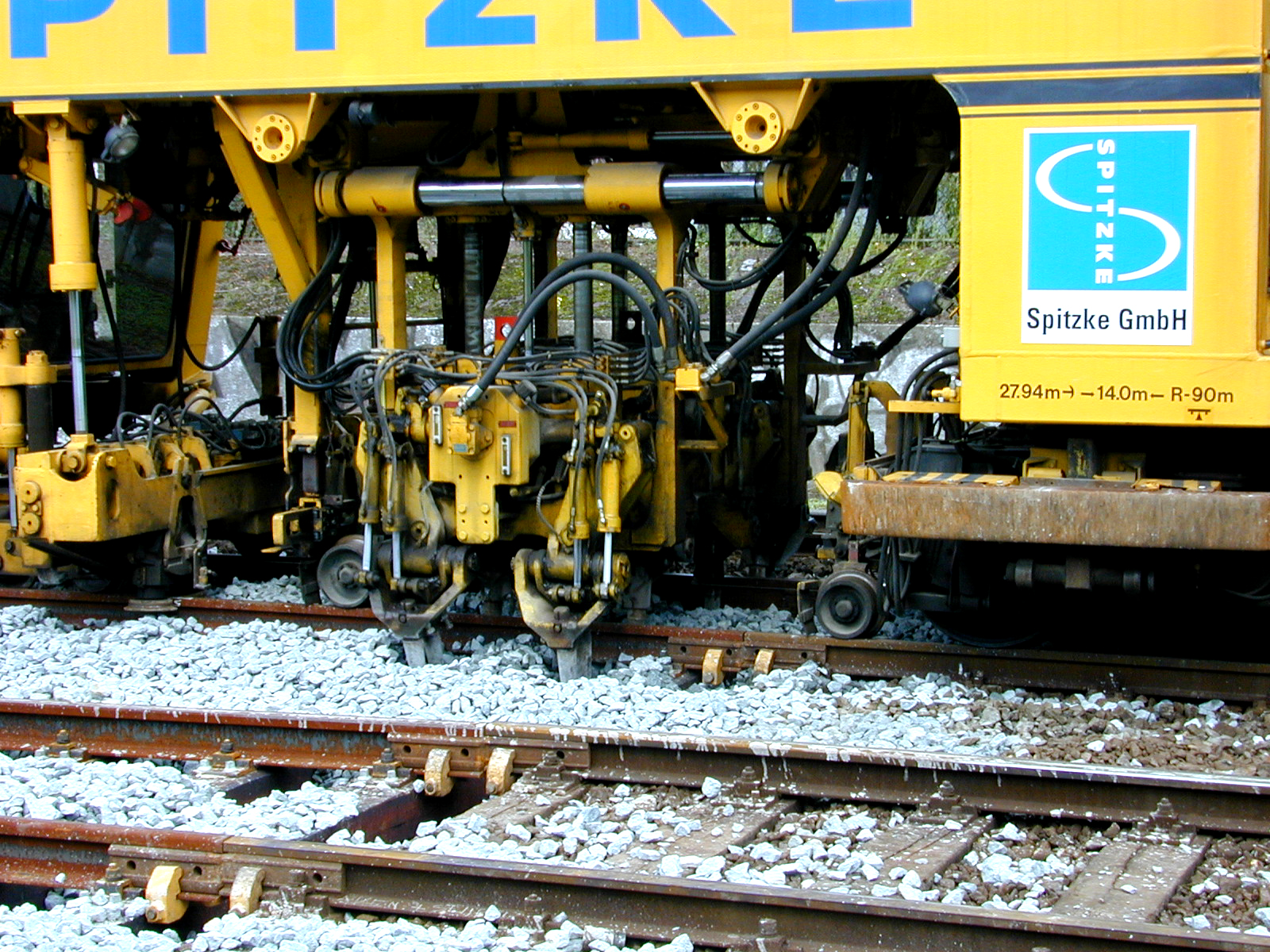
Podbijanie torowiska

Podbijanie torowiska – proces regulacji położenia toru na torowisku.
Podbijanie torowiska odbywa się poprzez podniesienie fragmentu szyn z przymocowanymi do niej podkładami przez uchwyty podbijarki torowej i podsypanie tłucznia pod podkłady w celu ułożenia torów na odpowiedniej wysokości i płaszczyźnie. Podsypywanie tłucznia jest prowadzone za pomocą wibrujących wysięgników, które są zagłębiane w tłuczeń. Wibracje wymuszają poruszanie się tłucznia i wsypywanie pod uniesione podkłady. Podbijarka torowa w czasie pracy na bieżąco prowadzi pomiary ułożenia torowiska.